# ハロルド・C・ショーンバーグ
ハロルド・チャールズ・ショーンバーグ（ Harold Charles Schonberg 1915年11月29日 – 2003年7月26日）はアメリカの音楽評論家でジャーナリスト。主に『ニューヨーク・タイムズ』で活躍。1971年、音楽評論家として初のピューリッツァー賞（批評部門）の受賞者となる。音楽に関して多数の著書を残した他、チェスについても一冊の著書がある。

## 経歴
ニューヨーク市に生まれ育ち、1937年にニューヨーク市立大学ブルックリン校を卒業した後、ニューヨーク大学大学院に学ぶ。1939年、American Music Lover magazine（のちAmerican Record Guideと改名）のレコード批評家となる。
1950年、『ニューヨーク・タイムズ』に参加。10年後、同紙の音楽批評欄の主筆となる。日曜版ではオペラやクラシック音楽に関するデイリーレビューや長文記事を執筆。質量ともに比重が増大しつつあった音楽記事を蔭で支え、同紙の音楽批評を一流の水準に引き上げた。1980年に音楽批評欄の主筆を辞してからは同紙の文化欄の特派員となった。
音楽評論家として非常に影響力の大きな存在で、新聞や雑誌への寄稿の他に13冊の著書を刊行。その大半は音楽に関する内容であり、1963年の『ピアノ音楽の巨匠たち』では彼の専門であるピアニストたちを、1970年の『大作曲家の生涯』（1981年と1997年に改訂版が発行された）ではモンテヴェルディから現代に至る主要な作曲家たちの生涯をたどっている。

## レナード・バーンスタインとの関係
レナード・バーンスタインが1958年から1969年にかけてニューヨーク・フィルハーモニックの音楽監督を務めたときには、バーンスタインの仕事を辛辣に批判した（ちょうどバーンスタインがCBSの『ヤング・ピープルズ・コンサート』で茶の間の人気を博した時期のことである）。ショーンバーグは指揮台の上での大げさな身振りによるこれ見よがしのパフォーマンスを遠まわしに批判し、楽曲の構造を聴衆や（おそらく当の楽曲が指揮されることを知り尽くしていたと思われるところの）音楽批評家たちに対してあまりにあからさまに明示するような指揮の仕方を歯に衣着せず糾弾した。
とりわけ、バーンスタインがグレン・グールドと共にブラームスのピアノ協奏曲第1番を演奏する際に、グールドの解釈に反対しつつも作品自体は名曲だからと指揮を引き受けた時のショーンバーグの批評は有名である。ショーンバーグによると、バーンスタインはグールドの解釈に賛成できないなら演奏会から手を引くか自分の解釈をグールドに押し付けるかどちらかにすべきだった。ショーンバーグはバーンスタインを「音楽のピーター・パン」と呼んで揶揄した（ショーンバーグは1970年の著書『偉大な指揮者たち』におけるバーンスタインの項目でこの言葉を引用したが、それを言ったのがそもそも自分だったことは陰険にも認めなかった）。彼はバーンスタインを宿敵のように見なしていたとも言われている。
しかしながら、バーンスタインがニューヨークフィルを去ってからは、彼に対するショーンバーグの態度は軟化した。著書The Glorious Onesの中ではバーンスタインの指揮を褒め称えている。

## その他
ショーンバーグはまた熱烈かつ老練なチェスプレイヤーでもあり、1972年にはアイスランドのレイキャヴィクでボリス・スパスキーとボビー・フィッシャーの世界選手権試合を取材した。音楽以外のテーマを扱った唯一の著書はGrandmasters of Chessである。さらにニューゲイト・カレンダー(Newgate Callendar)という変名を使い、ニューヨーク・タイムズでミステリー小説や恐怖小説の批評を書いたこともある。
1980年後半にはウラジーミル・ホロヴィッツの回想録の準備を手伝ったことを明らかにしたが、結局この件は頓挫した。伝えられるところによれば、頓挫の理由はホロヴィッツの「選択的な記憶」（過去の歪曲）や同性愛者だったホロヴィッツの性生活に関係していたという。
ショーンバーグは明知と洞察に拠って執筆活動をおこなった。その柱となるものは彼個人のユニークな考え方であり、中立的な立場で発言することはほとんどなかった。彼が書いたことは時に読者から見て承服しがたい場合もあったが、それでも興味をそそり、刺激的でありつづけた。
2003年7月26日にニューヨーク市で死去。87歳。翌日のニューヨーク・タイムズに載った訃報の中で、アラン・コージンは「音楽評論家としてショーンバーグは、批評的評価やジャーナリストとしての徹底性の基準を確立した」と追悼した。

## 日本語訳書
- 『ピアノ音楽の巨匠たち』（中河原理、矢島繁良訳）1978年、現代芸術社
- 『大作曲家の生涯』上、中、下（亀井旭、玉木裕訳）1978年～1981年、共同通信社
- 『偉大な指揮者たち 指揮の歴史と系譜』（中村洪介訳）1980年、音楽之友社
- 『ショーンバーグ 音楽批評』（野水瑞穂訳）1984年、みすず書房